# المسيحية في جزر بيتكيرن

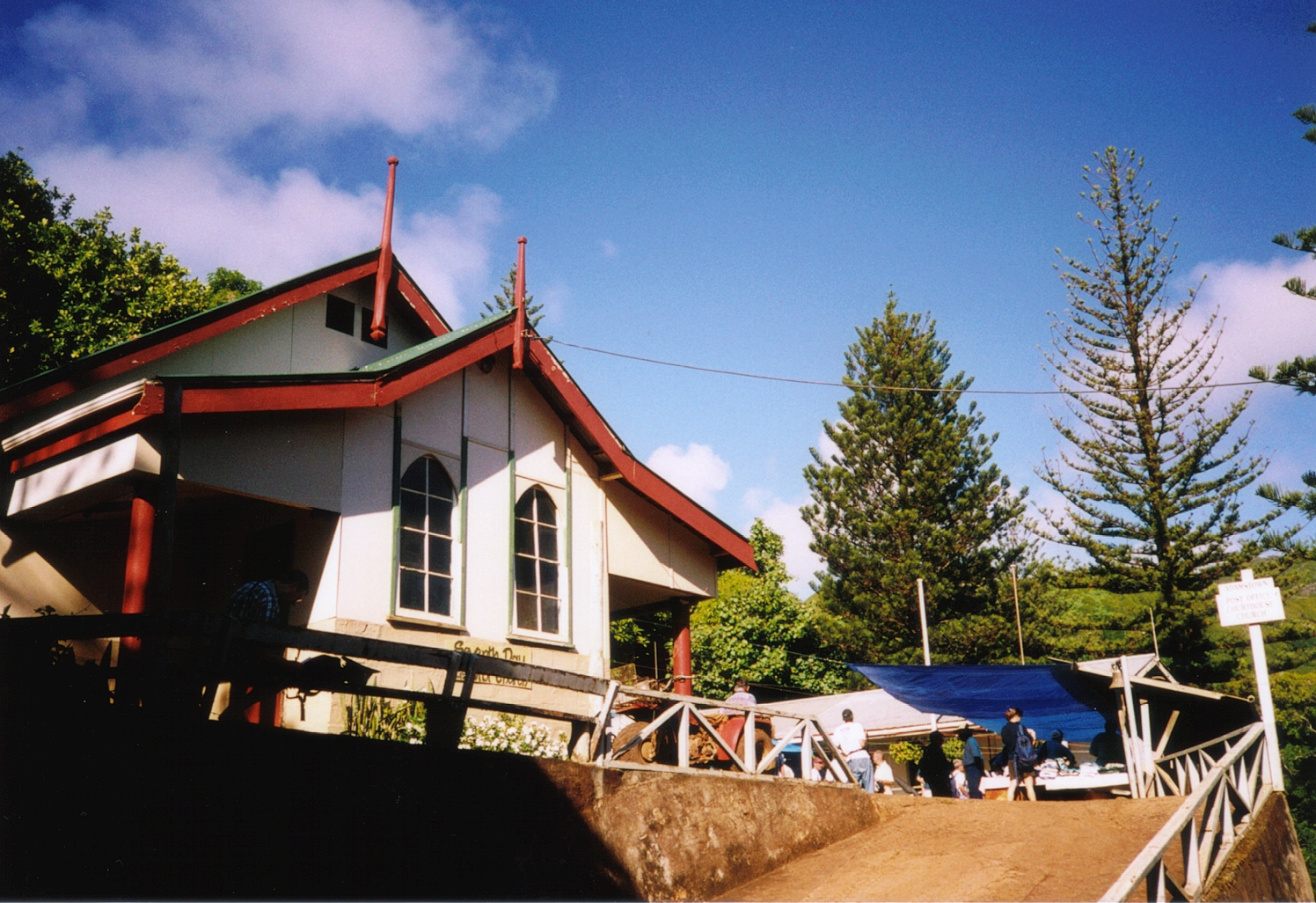
الكنيسة السبتيَّة في آدمزتاون.

تُشكل المسيحية في جزر بيتكيرن أكثر الديانات إنتشاراً بين السكان، حيث أنَّ حوالي 100% من السكان هم من المسيحيين على مذهب الأدفنتست. إن كنيسة الأدفنتست ليست ديناً للدولة، حيث لم يتم تمرير أي قوانين تتعلق بوضعها القانوي من قبل الحكومة المحلية. وكان نجاح مهمة المبشرين السبتيين في عام 1890 مهمًا في تشكيل المجتمع المسيحي في جزر بيتكيرن. في السنوات الأخيرة انخفض عدد الممارسين دينيًا إذ فقط ثمانية من أصل 48 من سكان الجزيرة يمارسون الطقوس الدينية بإنتظام، لكن معظمهم لا يزال يحضر الكنيسة في المناسبات الخاصة. ويُلاحظ أهمية السبت كيوم للراحة وكدليل على احترام الشعائر بالنسبة للسبتيين.
يُدير شؤون الكنيسة التي بُنيت في عام 1954، من قبل مجلس الكنيسة والقس المقيم في الجزيرة والذي يعمل عادة مدة سنتين. هناك مدرسة الأحد والتي تبدأ برنامجها يوم السبت الساعة 10 صباحًا وتتبعها الخدمة الإلهية بعد ساعة، وفي أمسيات الثلاثاء هناك خدمة أخرى في شكل اجتماع الصلاة.
الثقافة المشتركة بين معظم سكان جزر بيتكيرن هي الثقافة السائدة في بيتكيرن، وهي مزيج من الثقافة البريطانية والبولينيزية المستمدة من تقاليد المستوطنين الذين هبطوا في عام 1790. وينحدر معظم الناس اليوم من متمردي سفينة باونتي الإنجليز والكورنيين والمانكسيين والاسكتلنديين، بالإضافة إلى رفاقهم التاهيتيين، بما في ذلك القلة الذين استقروا بعد ذلك.